# 高松市立古高松小学校
高松市立古高松小学校（たかまつしりつ ふるたかまつしょうがっこう）は、香川県高松市高松町にある市立小学校。

## 概要
高松市の東部、古高松地区の北部に位置する小学校である。
敷地内に市の名木にしていされていたユーカリの木があったが2005年に倒木した。

## 学校データ
- 児童数：707人（2009年度[1]）
- 児童愛称：

学校施設（2008年5月1日時点）
- 普通教室：28教室
- 特別教室：17教室
- 校舎面積：7010m2
- 体育館面積：1052m2

服装規定
- 制服：あり（通年必用）
- 防寒着：自由

## 歴史

### 年表
- 1940年（昭和15年）2月11日 - 古高松村の高松市合併に伴い高松市立古高松尋常高等小学校に改称。
- 1947年（昭和22年） - 高松市立古高松小学校に改称。
- 1980年（昭和55年）4月1日 - 校区内に高松市立古高松南小学校が新設。校区指定変更で児童576名転出。
- 1962年（昭和37年）6月 - プール設置。

### 全校児童数の推移
古高松小学校の児童数は年々減少している。
- 1999年度：866人
- 2000年度：809人（-57人）
- 2001年度：817人（+8人）
- 2002年度：792人（-25人）
- 2003年度：789人（-3人）
- 2004年度：772人（-17人）
- 2005年度：752人（-20人）
- 2006年度：724人（-28人）
- 2007年度：735人（+11人）
- 2008年度：732人（-3人）
- 2009年度：707人（-25人）

## 教育目標
- 豊かな心をもち、たくましく生きる子どもの育成

児童像
- やさしい子：美しいものに感動し、友達やまわりの人の心も考えながら、やさしさをことばや態度や表情であらわして生活できる子
- つくりだす子：自分でめあてをつくり、それに向けてよく見たり、聞いたり、考えたりしながら自力で問題を解決していく子
- たくましい子：自分の心と体を健康にするために、自分の生活を見直し、何事にもがんばる子

## 通学区域
通学区域は高松市古高松地区の一部。古高松地区のうち残る高松町の一部と、春日町、新田町はかつて当小学校の校区であったが1980年の古高松南小学校新設の際に分離されている。
- 高松市
  - 高松町（古高松南小学校区を除く）

## 進学先中学校
- 高松市立古高松中学校

## 校区内の主な施設
- 国道11号高松北バイパス
- JR屋島駅、古高松南駅
- 高松市役所古高松出張所
- 高松市東消防署

## 交通
- JR高徳線屋島駅より徒歩12分（0.6km）
- ことでんバス高松医療センター・大学病院線 古高松小学校前バス停より徒歩0分（小学校正門前）